# Martinskirche (Lauffen am Neckar)

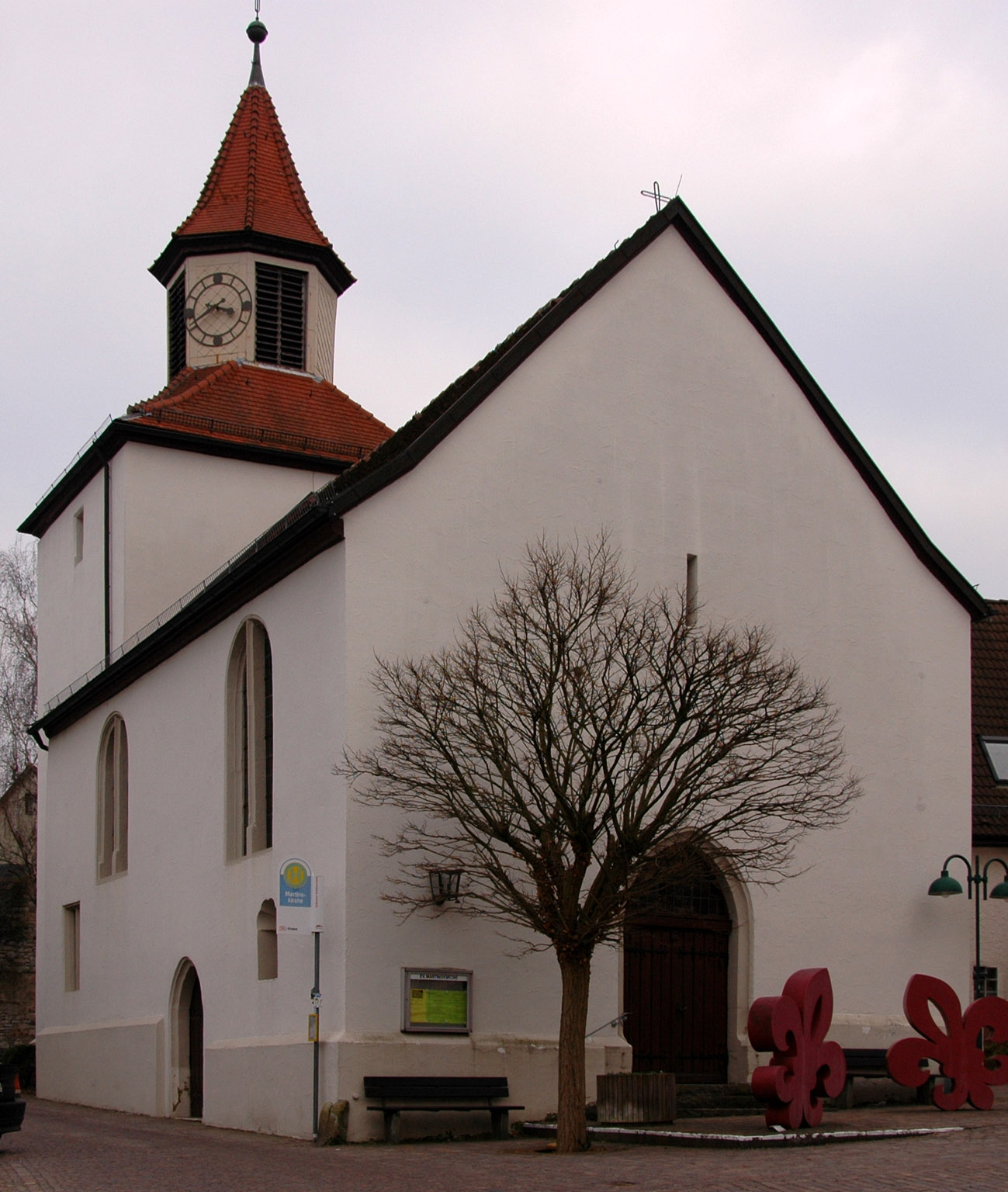
Martinskirche in Lauffen am Neckar (Jan 2011)

Die Martinskirche ist eine romanisch-frühgotische evangelische Kirche im historischen Stadtkern von Lauffen am Neckar im baden-württembergischen Landkreis Heilbronn. Das Bauwerk mit seinem mächtigen Turm war bis zu seiner Profanierung Ende des 18. Jahrhunderts als Nikolauskapelle das Gotteshaus des Lauffener Städtle. Durch eine Verwechslung mit dem Vorläufer der Regiswindiskirche wurde die Kapelle 1884 nach ihrer Sanierung neu als Martinskirche eingeweiht.

## Geschichte
Um 1200 ging rechts des Neckars die 1219 erstmals erwähnte Stadt Lauffen aus dem links des Flusses gelegenen Dorf hervor. Die Ursprünge der Kapelle liegen im Dunklen, doch ist davon auszugehen, dass sie im Rahmen der Stadtgründung erbaut wurde. Die dicken Mauern des Turms weisen darauf hin, dass er als Flucht- und Beobachtungsturm gedient haben könnte. Möglicherweise entstand der Beobachtungsturm an der heutigen Stelle des Neuen Heilbronner Tors erst in späterer Zeit.
Patron war der Heilige Nikolaus. Da die Stadt durch die weltliche Herrschaft, also durch die Grafen von Lauffen oder ihre Nachfolger, gegründet wurde, änderten sich die kirchlichen Strukturen durch die Gründung nicht. Die Pfarrei für Dorf und Stadt Lauffen blieb weiterhin bei der Regiswindiskirche, so dass die Stadt lediglich über eine Kapelle verfügte. Da die Stadt auch in späteren Jahrhunderten weniger Einwohner als das Dorf hatte, blieb diese Situation bis heute bestehen. Vor der Reformation war die Kapelle trotz ihrer geringen Bedeutung reichhaltig begütert: Ab 1446 gehörte ein Hof in der Stadt zu ihrem Vermögen, 1466 und 1495 wurde es erweitert. Seinerzeit gab es in der Kapelle zwei Pfründner, einen für einen Nikolaus- und einen für einen Johannisaltar.
Die Reformation schlug das Vermögen der Kapelle zum größten Teil der Kirchenverwaltung des Amtsbezirks zu, zum kleinen Teil dem Armenkasten von Dorf und Stadt Lauffen. Für die Kapelle waren nun nur noch der Pfarrer und der Diakon der Regiswindiskirche zuständig, Gottesdienste fanden nur noch selten statt, während des Dreißigjährigen Kriegs gar nicht. Am 19. Juni 1652 beschädigte ein Blitzschlag den Turm stark, er wurde anschließend erneuert. 1779 erhielt die Kirche eine neue Uhr, 1792 musste der Fachwerkaufbau des Turms wegen Einsturzgefahr abgebrochen werden, er wurde durch einen niedrigeren Aufbau ersetzt. Während des Ersten Koalitionskriegs forderte das KK-Artillerie-Depot 1795 die Kapelle als Magazin an. Der letzte Gottesdienst fand am Johannistag 1795 statt. Mit der militärischen Nutzung wurde das Gestühl unbrauchbar. Seitdem diente die Kapelle als Scheune. Die Turmuhr erfüllte für die Stadt eine wichtige Funktion und war ungeachtet des desolaten Allgemeinzustands der Kapelle weiter in Betrieb.
Da der ursprüngliche Name der mittlerweile profanierten Kirche im Laufe der Zeit in Vergessenheit geraten war, nahmen Lokalhistoriker im 19. Jahrhundert irrigerweise an, es handele sich bei der Kapelle im Städtle um die im 8. Jahrhundert erstmals erwähnte alte Martinskirche. Diese alte Martinskirche war jedoch ein Vorgängerbau der Regiswindiskirche. Nach einem 1881 abgelehnten Ersuchen des örtlichen Turnvereins, der die Kirche als Übungsraum nutzen wollte, bemühte sich die Kirchengemeinde ab 1882 darum, die Kirche als solche wiederherzustellen. Durch zahlreiche Spenden gelang dies zum Martinstag 1884. Dafür erhielt das Gotteshaus ein neues Gestühl und eine Orgel. 1897 übernahm die Gemeinde eine 1752 gebaute Orgel aus Bönnigheim, zuvor diente ein Harmonium als Behelf. 1905 gab es in der Martinskirche sonn- und feiertags 18–20 Gottesdienste pro Jahr, zweimal ein Abendmahl, außerdem fand dort im Winter jede dritte Bibelstunde statt. Die Kirche konnte beheizt werden, ab 1906 gab es Gaslicht. 1911 wurde der Turm saniert.
1934 sanierte die Gemeinde die Fassade und den Turm des Gebäudes. Nach dem Luftangriff auf Lauffen vom 13. April 1944 lagerten die Bewohner geborgenen Hausrat in der Kirche ein. Als die Alliierten Lauffen einnahmen, beschädigten Granattreffer die Kirche schwer. Gestühl, Empore, Orgel und Kanzel wurden zerstört. Am 9. Oktober 1949 konnte der Landesbischof Theophil Wurm die Kirche wieder einweihen. Von 1977 bis 1978 war eine umfassende Sanierung erforderlich, da das Gebälk Fäulnis und Schäden durch den Bockkäfer aufwies.

## Beschreibung

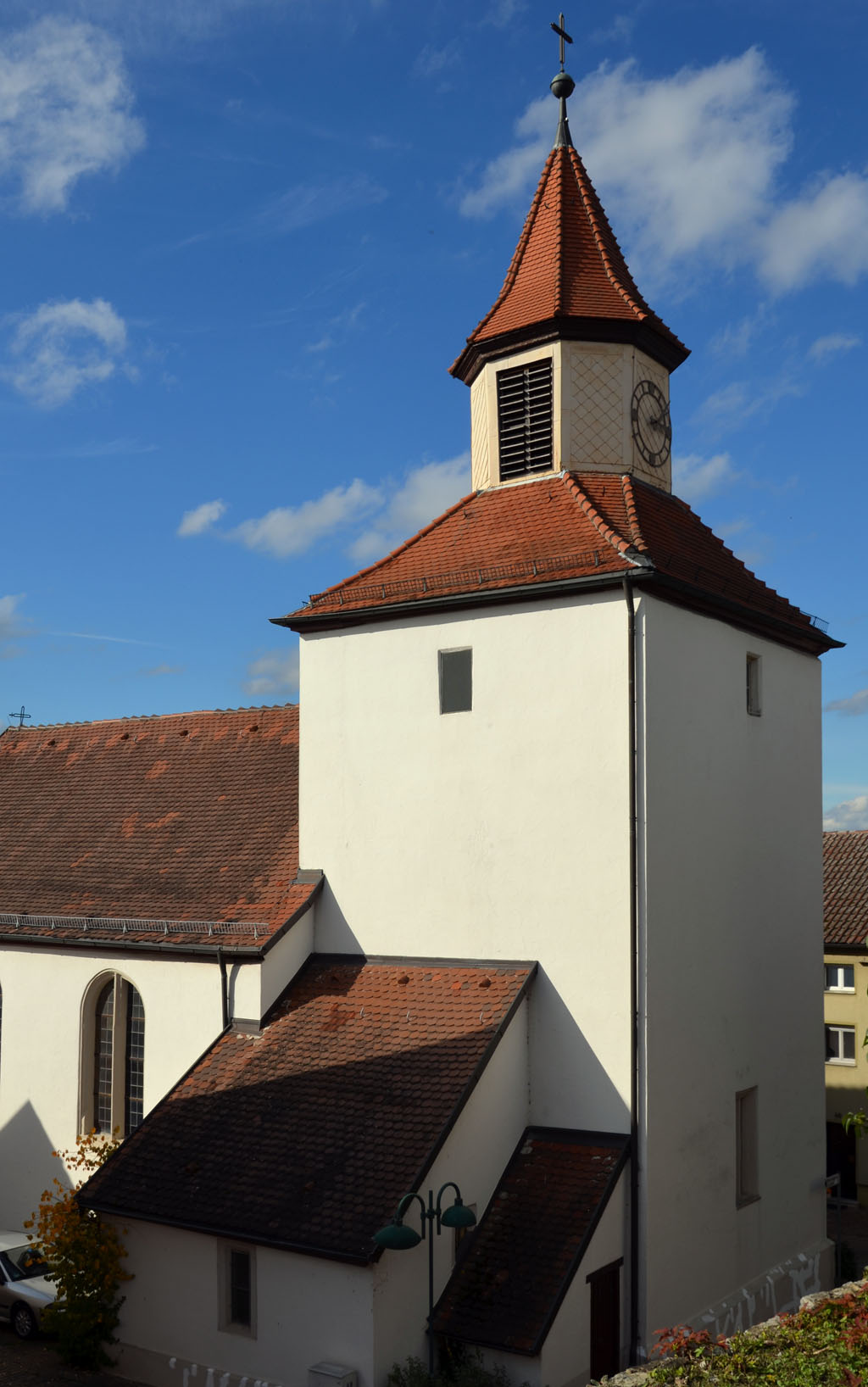
Ansicht des Turms von Südosten (Okt 2013)

Die Martinskirche zeigt sich als einfache und weitgehend schmucklose Kirche im romanischen und im frühgotischen Stil. Der Turm der Chorturmkirche verfügt über dicke Mauern, die auf seine mögliche Funktion als Flucht- und Beobachtungsturm hindeuten. Weitere Anzeichen dafür sind die bei der Renovierung 1883/84 entfernten Schießschartenfenster. Der Chor weist ein Tonnengewölbe auf.
Der Altar im Chorraum war einst dem heiligen Nikolaus geweiht. Darüber hinaus gab es an der Ostwand des Schiffs zwei Nebenaltäre mit Ziborien: Einer war Johannes dem Täufer geweiht, der andere der Heiligen Katharina. Die Konsolen des Altargewölbes sind heute noch erkennbar, außerdem traten die Grundsteine bei Bauarbeiten zu Tage. Nach der Reformation erhielt die Martinskirche eine Kanzel. Dafür wurde der südliche Nebenaltar entfernt, außerdem musste ein Durchbruch vom Chor geschaffen werden, um die Kanzel von dort aus zu erreichen.
An Bauschmuck haben sich zwei Fratzenkonsolen innen an der Westtür erhalten sowie eine beim linken Nebenaltar. Das Sakramentshaus an der Nordwand des Chors liegt darüber hinaus in einer Wandnische mit einem Rahmen aus einer oben dreieckigen und mit einem Gesims überdachten Steinplatte. Der Rahmen ist seitlich mit Reliefs geschmückt, links ist eine Figur erkennbar.

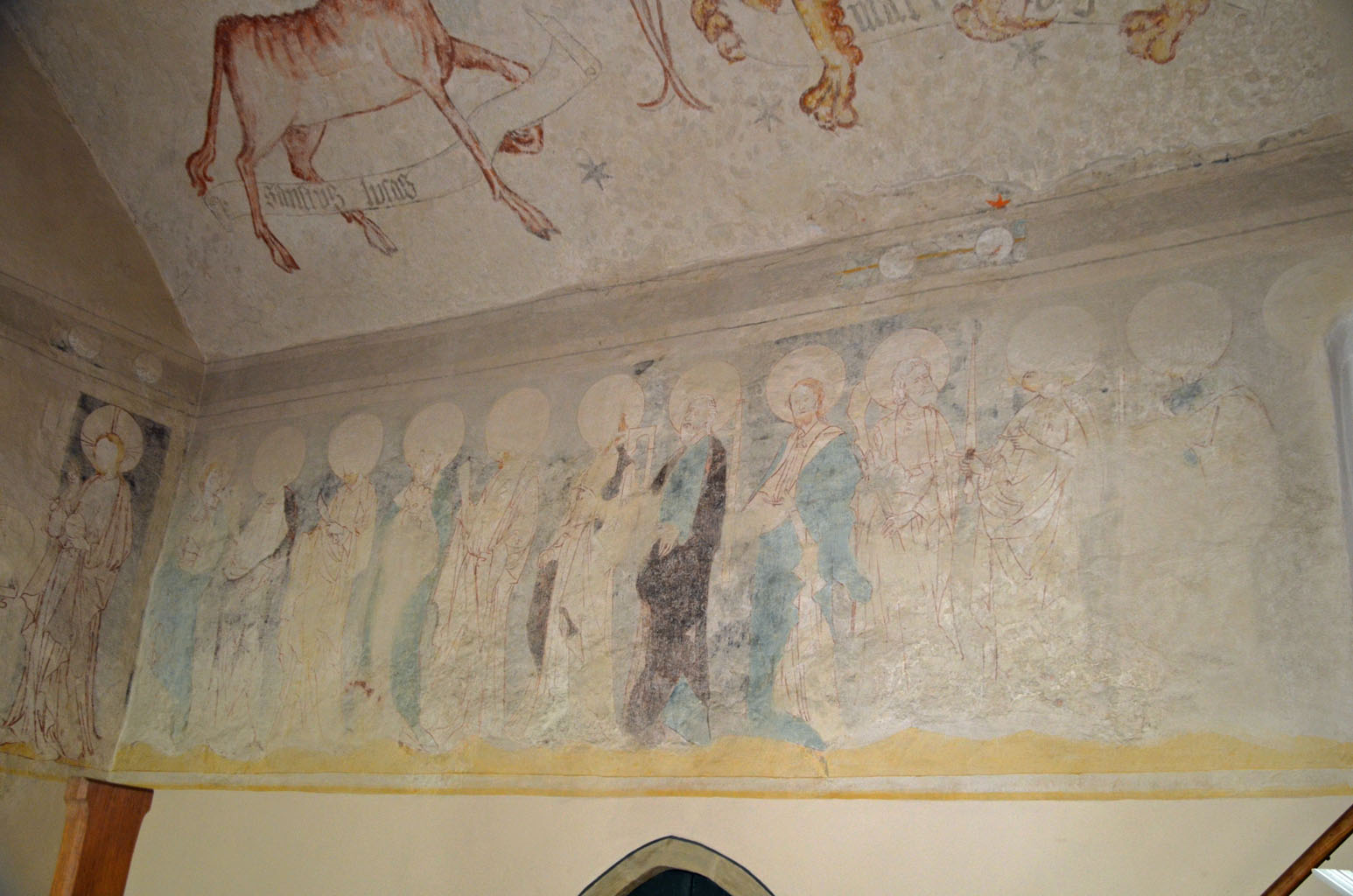
Die Zwölf Apostel als Wandmalerei an der Südwand des Chors

### Wandmalereien
Bedeutendster Schmuck der Martinskirche sind die Wandmalereien im Chor. Sie wurden während der Reformation übertüncht und traten spätestens im 19. Jahrhundert wieder zu Tage. Bei der Sanierung der Kirche in den 1880er Jahren sprachen sich der zuständige Landeskonservator Eduard Paulus und der Bauinspektor Heinrich Dolmetsch für eine Restaurierung der Wandmalereien aus, der Staat und ein Verein stellten dafür Fördermittel in Aussicht. Da die Lauffener Kirchengemeinde an einer schnellen Wiedereröffnung der Kirche interessiert war und den Wert der Gemälde nicht anerkannte, wurden die Gemälde bei der Sanierung erneut übertüncht und beschädigt.
Bei Untersuchungen konnten insgesamt sechs Malschichten an den Wänden identifiziert werden, die älteste Schicht stammt aus romanischer Zeit. Unter den Seccomalereien ist insbesondere die zweite Schicht herausragend, die sich in einer Höhe von zwei bis vier Metern über die Nord-, Süd- und Ostwand erstreckt. Sie datiert möglicherweise aus der Zeit nach 1400. Dargestellt werden an der Südwand die Zwölf Apostel mit ihren Zeichen und an der Ost- und der Nordwand verschiedene Szenen mit dem Heiligen Nikolaus. Soweit die Malereien noch erhalten sind, lassen sich die Bilder als eine Grab-, eine Seenot-, eine Hinrichtungs- und eine Traumszene interpretieren. Sowohl diese ungewöhnliche Auswahl als auch die detaillierte Darstellung deuten auf einen lothringischen oder niederländischen Maler hin.

### Glocken
Die älteste erhaltene Glocke für die Martinskirche wurde 1594 gegossen. Sie ist auf den Ton ais1 gestimmt und wiegt 520 kg. Ihre Inschrift lautet: „In Gotes Namen leit man mich wer das hort der freiet sich zu sant Nickclas bin ich genant 1594“. Unterhalb des Spruchs befindet sich ein Akanthusfries. Der Spruch nimmt Bezug darauf, dass die Glocke einst im Städtle zur Morgen-, Mittags-, Vesper- und Abendzeit läutete. Die Glocke musste im Zweiten Weltkrieg für die Rüstungsindustrie abgegeben werden, sie wurde jedoch im Glockenlager der Hüttenwerke Kayser in Lünen wiederaufgefunden und kam 1947 nach Lauffen zurück. Sie hängt seit 1949 in der Regiswindiskirche.
Darüber hinaus sind zwei weitere ehemalige Glocken aus der Martinskirche überliefert: Heinrich Kurtz aus Stuttgart lieferte 1884 eine 205 kg schwere Glocke, die im Ersten Weltkrieg abgegeben wurde und verloren ging. Als Ersatz lieferte die Glockengießerei Bachert in Kochendorf 1920 eine 252 kg schwere Glocke, die der Rüstungsproduktion im Zweiten Weltkrieg zum Opfer fiel.
Das heutige Geläut setzt sich aus drei Glocken zusammen und klingt im diatonischen Dreiklang h1 – cis2 – dis2. Es ist auf die Glocken der Regiswindiskirche eingestimmt.
- Die h1-Glocke stammt aus der Regiswindiskirche. Sie wurde 1920 bei Bachert als Ersatz für eine im Ersten Weltkrieg abgelieferte Glocke gegossen und wiegt 260 kg. Ihr Spruch lautet „Herr, mach uns frei! Im Jahr 1920 von Albert Mugler hier als Ersatz fuer die im Kriege dem Vaterland geopferte Glocke von 1566 in die Regiswindiskirche zu Lauffen a./N. gestiftet. Gegossen von Gebr. Bachert in Kochendorf.“ Sie ziert ein Halsfries mit Trauben und Rebblättern, der Bügel trägt Engelsköpfchen. Die Glocke kam 1949 im Tausch gegen die Glocke von 1594 zur Martinskirche.
- Die cis2-Glocke wurde 1955 von Kurtz gegossen. Sie wiegt 229 kg und trägt die Inschrift: „Suchet den Herrn, so werdet ihr leben. Martinskirche Lauffen a. N. 1955.“ Sie trägt die Symbole Kreuz und Schlange.
- Die dis2-Glocke wurde ebenfalls von Kurtz gegossen. Sie wiegt 162 kg und trägt die Inschrift: „Ziehet den neuen Menschen an, der nach Gott geschaffen ist. Martinskirche Lauffen a. N. 1955.“ Sie wird von einer Taube, einem Kreuz und einem Fisch geziert. Die Glocke folgte einer 1949 von Kurtz gegossenen Glocke, die zwar als dis2-Glocke beauftragt wurde, aber als d2 geliefert wurde und daraufhin sechs Jahre später neu gegossen wurde.[1]